# San Pedro Encadenado (título cardenalicio)
San Pedro Encadenado es un título cardenalicio de la Iglesia Católica. Fue instituido en torno al 490 por el papa Símaco en la iglesia que construyó la emperatriz Licinia Eudoxia tras la muerte de su marido, el emperador Valentiniano III.
El título aparece mencionado entre los asistentes al Concilio de Roma de 499. La iglesia fue consagrada nuevamente en 555 por el papa Pelagio I. En el Liber Pontificalis, las biografías de Adriano I y de León III, nombran el título como Eudoxiae ad Vincula. Debido a que en el tesoro de la iglesia se mantuvieron las cadenas de San Pedro, el título tomó el nombre de San Pedro Encadenado. De acuerdo con el catálogo de Pietro Mallio, elaborado bajo el pontificado del papa Alejandro III, el título estaba ligado a la basílica de San Lorenzo Extramuros, en la que sus sacerdotes celebraban misa.

## Titulares
- Andromaco (590 - ?)
- Romano (? - agosto de 897) Elegido papa Romano
- Faustino (956 - 964)
- Giorgio (964 - 972)
- Giuliano (?) (972 - ?)
- Fasano (c. 1000 - 25 de diciembre de 1003) Fue papa Juan XVIII
- Adeodato (o Dieudonné, o Deusdedit) (1073 - c. 1088)
- Alberico (1088 - 1100)
- Benedetto (1100 ? - 1118)
- Matteo (1126 o 1127 - 1137 o 1138)
- Cosma (1137 - 1158)
- Guglielmo Matingo (o Matengo), O.Cist. (marzo de 1158 - 1176)
- Eguillino (1176 - 1182)
- Matteo, C.R.L. (1182 - diciembre de 1182)
- Pietro (12 de marzo de 1188 - 1191)
- Bernardo, C.R.SF.L. (1193 - 1204)
- Pietro Colonna, in commendam (1288)
  - Pietro Oringa (o Henrici, o Orrighi, o Oringhius) (15 de mayo de 1328 - 1330 ?), pseudocardenal del antipapa Nicolás V
- Hélie de Talleyrand-Périgord (25 de mayo de 1331 - 4 de noviembre de 1348)
- Angelico de Grimoard, C.R.S.A. (18 de septiembre de 1366 - 17 de septiembre de 1367)
  - Pierre Girard (diciembre de 1390 - 13 de junio de 1405), pseudocardenal del antipapa Clemente VII
- Antonio Arcioni (12 de junio de 1405 - 21 de julio de 1405)
- Antonio Correr, C.R.S.G.A. (9 de mayo de 1408 - 9 de mayo de 1409)
  - João Alfonso Esteves (6 de junio de 1411 - 23 de enero de 1415), pseudocardenal del antipapa Juan XXIII
  - Dominique de Bonne Foi, Cart. (22 de mayo de 1423 - 1430), pseudocardenal del antipapa Benedicto XIII
- Juan de Cervantes (27 de mayo de 1426 - 27 de marzo de 1447)
- Nicola Cusano (3 de enero de 1449 - 12 de agosto de 1464)
- Francesco della Rovere, O.Min. (20 de noviembre de 1467 - 9 de agosto de 1471) Elegido papa Sixto IV
- Giuliano della Rovere (22 de diciembre de 1471 - 19 de abril de 1479); in commendam (19 de abril de 1479 - 1 de noviembre de 1503) Elegido papa Julio II
- Galeotto Franciotti della Rovere (6 de diciembre de 1503 - 11 de septiembre de 1507)
- Sisto Gara della Rovere (11 de septiembre de 1507 - 8 de marzo de 1517)
- Leonardo Grosso della Rovere (9 de marzo de 1517 - 17 de septiembre de 1520)
- Silvio Passerini (17 de septiembre de 1520 - 5 de enero de 1521)
- Alberto di Hohenzollern (5 de enero de 1521 - 24 de septiembre de 1545)
- Jacopo Sadoleto (27 de octubre de 1545 - 18 de octubre de 1547)
- Jean du Bellay (26 de octubre de 1547 - 9 de abril de 1548)
- Giulio della Rovere, diaconía pro illa vice (9 de abril de 1548 - 8 de agosto de 1567); (8 de agosto de 1567 - 12 de abril de 1570)
- Giovanni Antonio Serbelloni (12 de abril de 1570 - 9 de junio de 1570)
- Antoine Perrenot de Granvelle (9 de junio de 1570 - 9 de julio de 1578)
- Stanislao Osio (9 luglio 1578 - 3 de octubre de 1578)
- Marco Sittico Altemps (3 de octubre de 1578 - 17 de agosto de 1579)
- Alfonso Gesualdo di Conza (17 de agosto de 1579 - 5 de diciembre de 1580)
- Marcantonio Colonna (5 de diciembre de 1580 - 13 de octubre de 1586)
- Girolamo della Rovere (14 de enero de 1587 - 7 de febrero de 1592)
- Alessandro Ottaviano de' Medici (14 de febrero de 1592 - 27 de abril de 1594)
- François de Joyeuse (27 aprile 1594 - 24 de marzo de 1604)
- Girolamo Agucchi (o Agucchi) (25 de junio de 1604 - 27 de abril de 1605)
- Cinzio Passeri Aldobrandini (1 de junio de 1605 - 1 de enero de 1610)
- Lanfranco Margotti (11 de enero de 1610 - 28 de febrero de 1611)
- Bartolomeo Cesi (5 de diciembre de 1611 - 7 de enero de 1613)
- Bonifazio Bevilacqua Aldobrandini (7 de enero de 1613 - 29 de marzo de 1621)
- François d'Escoubleau de Sourdis (29 de marzo de 1621 - 13 de octubre de 1621)
- Michelangelo Tonti (13 de octubre de 1621 - 21 de abril de 1622)
- Luigi Capponi (2 de mayo de 1622 - 20 de agosto de 1629)
- Laudivio Zacchia (17 de septiembre de 1629 - 30 de agosto de 1637)
- Antonio Marcello Barberini, O.F.M.Cap.)
- Bernardino Spada (22 de mayo de 1642 - 19 de febrero de 1646)
- Marzio Ginetti (19 de febrero de 1646 - 23 de septiembre de 1652)
- Giovanni Battista Maria Pallotta (23 de septiembre de 1652 - 21 de abril de 1659)
- Ulderico Carpegna (21 de abril de 1659 - 21 de noviembre de 1661)
- Federico Sforza (21 de noviembre de 1661 - 24 de mayo de 1676)
- Emmanuel Théodose de la Tour d'Auvergne de Bouillon (19 de octubre de 1676 - 19 de octubre de 1689)
- Piero Bonsi (19 de octubre de 1689 - 28 de noviembre de 1689)
- Savio Millini (12 de diciembre de 1689 - 10 de febrero de 1701)
- Marcello Durazzo (21 de febrero de 1701 - 27 de abril de 1710)
- Fulvio Astalli (7 de mayo de 1710 - 16 de abril de 1714)
- Ferdinando d'Adda (16 de abril de 1714 - 21 de enero de 1715)
- Lorenzo Casoni (21 de enero de 1715 - 19 de noviembre de 1720)
- Lorenzo Corsini (16 de diciembre de 1720 - 19 de noviembre de 1725) Elegido papa Clemente XII
- Gianantonio Davia (19 de noviembre de 1725 - 11 de febrero de 1737)
- Vincenzo Petra (11 de febrero de 1737 - 16 de septiembre de 1740)
- Francesco Antonio Finy (16 de septiembre de 1740 - 11 de marzo de 1743)
- Niccolò Maria Lercari (11 de marzo de 1743 - 21 de marzo de 1757)
- Antonio Andrea Galli, C.R.L. (23 de mayo de 1757 - 24 de marzo de 1767)
- Gaetano Fantuzzi (6 de abril de 1767 - 1 de octubre de 1778)
- Lazzaro Opizio Pallavicini (14 de diciembre de 1778 - 23 de febrero de 1785)
- Giuseppe Maria Doria Pamphilj (11 de abril de 1785 - 20 de septiembre de 1802)
- Girolamo della Porta (20 de septiembre de 1802 - 5 de septiembre de 1812)
- Vacante (1812 - 1816)
- Tommaso Arezzo (29 de abril de 1816 - 29 de mayo de 1820)
- Paolo Giuseppe Solaro (24 de noviembre de 1823 - 9 de septiembre de 1824)
- Joachim-Jean-Xavier d'Isoard (17 de septiembre de 1827 - 15 de abril de 1833)
- Castruccio Castracane degli Antelminelli (29 de julio de 1833 - 22 de enero de 1844)
- Niccola Clarelli Parracciani (25 de enero de 1844 - 22 de febrero de 1867)
- Luis de la Lastra y Cuesta (12 luglio 1867 - 5 de mayo de 1876)
- Giovanni Simeoni (18 de diciembre de 1876 - 14 de enero de 1892)
- Ignazio Persico, O.F.M.Cap. (19 de enero de 1893 - 7 de diciembre de 1895)
- Adolphe-Louis-Albert Perraud, C.O. (25 de junio de 1896 - 10 de febrero de 1906)
- Desiré-Félicien-François-Joseph Mercier (18 de abril de 1907 - 23 de enero de 1926)
- Luigi Capotosti (24 de junio de 1926 - 16 de febrero de 1938)
- Vacante (1938 - 1946)
- Teodosio Clemente de Gouveia (22 de febrero de 1946 - 6 de febrero de 1962)
- Leo Jozef Suenens (22 de marzo de 1962 - 6 de mayo de 1996)
- Jean Marie Julien Balland (21 de febrero de 1998 - 1 de marzo de 1998)
- Louis-Marie Billé (21 de febrero de 2001 - 22 de julio de 2001)
- Pio Laghi (26 febbraio 2002 - 10 de enero de 2009)
- Donald William Wuerl (20 de noviembre de 2010)